# 尼古拉斯·杰雷基
尼古拉斯·杰雷基(Nicholas Jarecki，1979年) 是一位美国电影导演、编剧和制片人。他执导的首部作品是《套利交易》。

## 生平
他生于纽约市，毕业于纽约大学。

## 电影作品
- 套利交易/Arbitrage,2012年